# Яснополянский сельский округ
Яснополянский сельский округ (каз. Ясная Поляна ауылдық округі) — административная единица в составе Тайыншинского района Северо-Казахстанской области Казахстана. Административный центр — село Ясная Поляна.
Населения — 3023 человека (2009, 3865 в 1999, 4342 в 1989).

## Религиозные объединения
- Римско-католический приход в селе Ясная Поляна
- Римско-католический приход в селе Вишнёвка
- Церковь евангельских христиан-баптистов в селе Новодворовка
- Церковь евангельских христиан-баптистов в селе Ясная Поляна[3]

## История
Яснополянский сельский совет образован в 1938 году. 24 декабря 1993 года решением главы Кокчетавской областной администрации образован Яснополянский сельский округ.
7 апреля 1997 года в состав сельского округа была включена территория ликвидированного Вишневского сельского совета (село Вишнёвка), часть территории ликвидированного Новодворовского сельского совета (село Новодворовка).

## Состав
В состав округа входят такие населенные пункты:
| Населенный пункт       | Население, человек (1989) | Население, человек (1999) | Население, человек (2009) |
| ---------------------- | ------------------------- | ------------------------- | ------------------------- |
| Вишнёвка, село         | 940                       | 815                       | 707                       |
| Дашко-Николаевка, село | 712                       | 652                       | 518                       |
| Новодворовка, село     | 461                       | 701                       | 349                       |
| Ясная Поляна, село     | 2229                      | 1697                      | 1449                      |